# Vrams Gunnarstorp slot
Vrams Gunnarstorp slot er et slot i det tidligere Luggude herred i Bjuvs kommun, Skåne, Sverige.

## Historie
Gundestrup (stavemåde Gwnderstorppe 1491, Wrambs Gunnestrup 1688) slot forpantedes under navn af Vramsgaard 1517 til ridderen Hans Skovgaard af ærkebiskop Birger Gunnersen i Lund. Det kom 1620 gennem giftemål i rigsadmiral Jørgen Vinds eje, som 1633-44 lod opføre det nuværende slot. Sønnen Holger solgte det 1665 til sin svoger Christoffer Giedde. Efter denne ejedes det af medlemmer af slægten Berch til 1838, da det byttedes mod Össjö gård og 17 tønder guld til Rudolf Viktor Tornérhjelm. Han lod i Gunnarstorp 1850'erne gennemgribende restaurere og ombygge ved M.G. Bindesbøll. Det har siden da været i arvingernes eje.